# Mandamento di Motta di Livenza
Il mandamento di Motta di Livenza era un mandamento italiano comprendente cinque comuni della provincia di Treviso.
Coincideva con il vecchio distretto III di Motta della vecchia provincia di Treviso, a sua volta derivato dal cantone III di Motta del dipartimento del Tagliamento. Vi rientravano i comuni di Cessalto, Chiarano, Gorgo al Monticano, Meduna di Livenza e Motta di Livenza (8 224 abitanti nel 1921).
Come tutti i mandamenti, fu soppresso nel 1923.